# Анакс

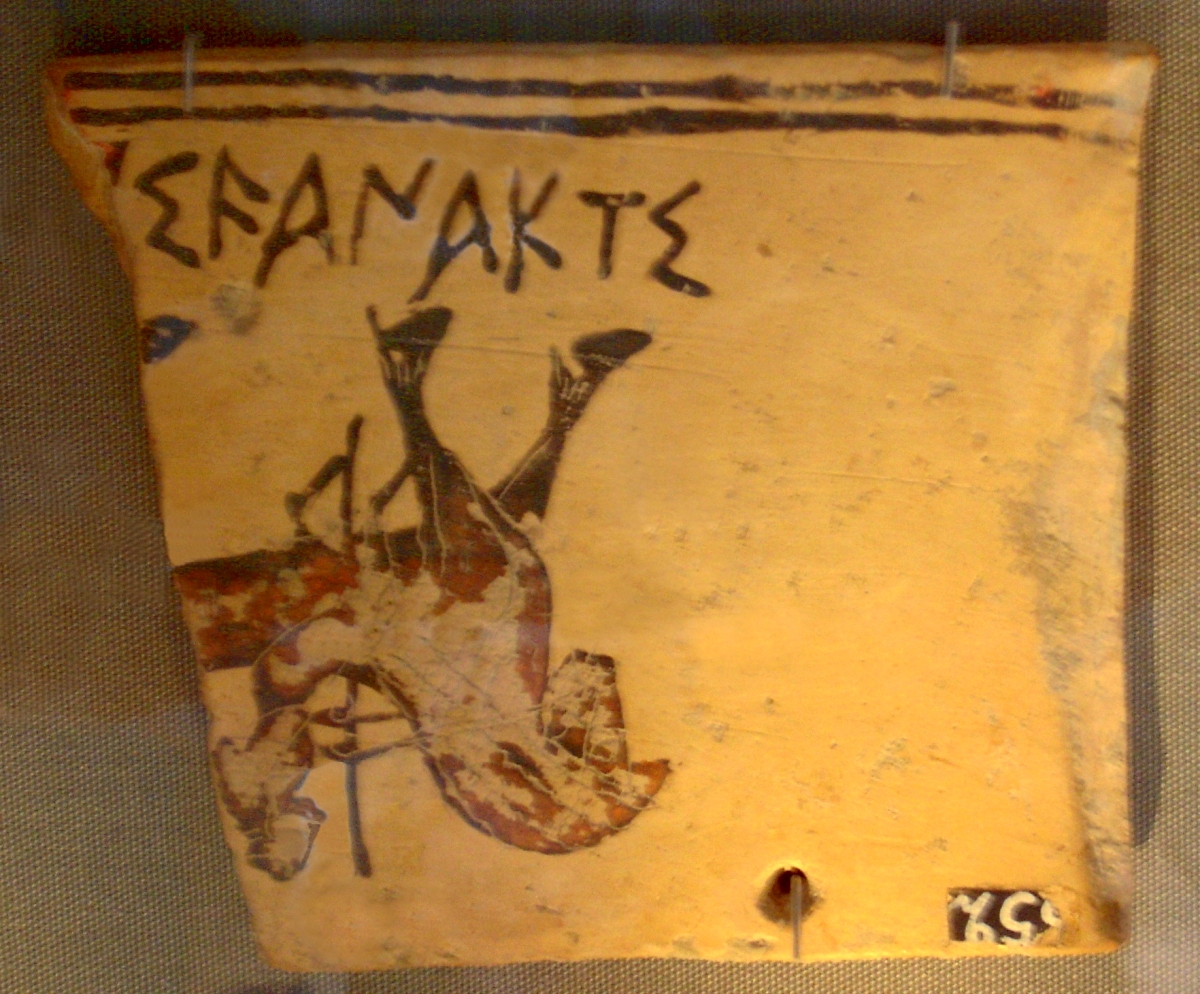
Архаичная надпись Ι ϜΑΝΑΚΤΙ, i wanakti (романизир.), «царю») на керамическом фрагменте, изображенном здесь вверх дном; изображен также воин с копьем и всадником на коне

Анакс (др.-греч. Ἄναξ; от раннего ϝάναξ — вождь племени, господин, (вое-) начальник, владыка) — один из двух греческих титулов, традиционно переводимых как «царь»; второй такой титул — базилевс. Происходит из Микенской цивилизации и преимущественно используется в гомеровском греческом языке, например, в титуле Агамемнона. Женская форма — анасса, «царица» (др.-греч. ἄνασσα, от wánassa, в свою очередь от *wánakt-ja).

## Этимология
Слово анакс происходит от корня wanakt- (И. П. *ϝάνακτς, Р. П. ϝάνακτος) и встречается в микенском языке, записанном линейным письмом Б, как wa-na-ka и в женской форме как wa-na-sa (позднее ἄνασσα, ánassa). Дигамма ϝ (произносилась как англ. w) была исключена достаточно рано, ещё до принятия финикийского письма восточногреческими диалектами (например, ионическим); другие диалекты сохраняли дигамму до самого конца классической эпохи.
Слово анакс в «Илиаде» относится к Агамемнону (ἄναξ ἀνδρῶν, то есть «вождю людей») и Приаму, верховным царям, которые господствуют над другими, предположительно меньшими, царями. Такое иерархическое возвышение единого «анакса» над несколькими локальными «базилевсами», возможно, намекает на протофеодальную политическую организацию эгейской цивилизации. В линейном письме Б прилагательное wa-na-ka-te-ro (wanákteros), «от [дома] царя, царский», и греческое слово ἀνάκτορον, anáktoron, «царское [жилище], дворец», происходят от слова «анакс». Анакс также является церемониальным эпитетом бога Зевса («Zeus Anax») в его качестве повелителя Вселенной и остальных богов. Значение базилевса как «царя» в классической Греции связано со сменой терминологии в греческие Темные века. В микенское время *gʷasileus, по-видимому, является чиновником более низкого ранга (в одном случае — начальником профессиональной гильдии), в то время как у Гомера анакс является уже архаичным титулом, больше всего подходящим для легендарных героев и богов, чем для современных ему правителей.
Слово входит составной частью в такие имена, как Гиппонакт (царь лошадей), Анаксагор («владыка агоры»), Плистоанакт («царь множества»), Анаксимандр («царь имения»), Анаксимен («повелитель вечности»), Астианакт («высший правитель», «повелитель города»), Анактория («царица»), Ифианасса («могущественная царица») и многие другие. Архаическое множественное число «Анаки», «Анаксы» (Ἄνακες, «правители») было общей ссылкой на Диоскуров, храм которых обычно назывался Анакейон (Ἀνάκειον), и их ежегодный религиозный фестиваль Анакейя (Ἀνάκεια).
Слова анакс и анасса иногда используются в современном греческом языке в знак уважения к королевской власти, в то время как слово anáktoro[n] и его производные часто употребляются в отношении дворцов.